# Vratislavice nad Nisou (železniční zastávka)
Vratislavice nad Nisou je železniční zastávka v Liberci v městské části Vratislavice nad Nisou na trati Liberec–Harrachov v km 4,734. Zastávka je zařazena do integrovaného dopravního systému IDOL. Nachází se v nadmořské výšce 385 m n. m. Leží při ulici Dopravní. Na zastávce je nainstalován informační rozhlasový systém INISS.

## Historie
Zastávka byla uvedena do provozu 25. listopadu 1888 s vlastníkem SNDVB a byla pojmenována Maffersdorf do roku 1925. Zastávka byla kdysi nákladištěm s prodejem jízdenek a krytým prostorem pro cestující. Na zastávce se vyskytovaly koleje, které byly později sneseny. Po roce 1925 se zastávka jmenovala česky Vratislavice nad Nisou. v období druhé světové války (1938–1945) se znovu jmenovala Maffersdorf a po válce se užíval český název Vratislavice nad Nisou až do současnosti.

## Doprava
Zastavují zde všechny osobní vlaky linky L1 (Liberec – Tanvald – Harrachov – Szklarska Poręba Górna).

## Provozní informace

### Odbavení cestujících
Zastávka nezajišťuje odbavení, odbavení cestujících se provádí ve vlaku.

### Přístup
Přístup do budovy stanice (včetně přístřešku před povětrnostními vlivy) je bezbariérový. Bezbariérový přístup na všechna nástupiště včetně vybavení pro zrakově postižené (vodící linie).